# Andromeda (série de televisão)
Andromeda (pt/mz: Andrómeda) é uma série de televisão americana do gênero de ficção científica baseada em ideias de Gene Roddenberry, criador de Star Trek, a série foi realizada após sua morte, com a sua viúva Majel Roddenberry como produtora.
A série conta as aventuras da nave espacial Andromeda Ascendant, comandada pelo capitão Dylan Hunt (interpretado por Kevin Sorbo). A série é baseada em três episódios pilotos que Roddenberry havia produzido em meados dos anos 1970, Genesis II, Strange New World, e Planet Earth, os quais tiveram uma premissa semelhante.

## Enredo
Dylan Hunt é o capitão da nave Andromeda Ascendant que faz parte da força de proteção da galaxia, devido um ataque dos Nietzcheanos (uma raça humanoide que valoriza a melhoria genética) a nave fica presa na borda de um buraco negro por 300 anos, quando a nave e seu capitão é resgatada. 
Hunt descobre que toda a sociedade galáctica ruiu e junto com seus salvadores começa uma busca por outras naves da Guarda e com o objetivo de restaurar a Comunidade.

## Exibição nos países lusófonos

### Portugal
Estreou em Portugal no dia 19 setembro de 2001, legendada em português e transmitida pela RTP1.

### Moçambique
Em Moçambique, a série foi transmitida pela TVM.

## Elenco
- Kevin Sorbo como (Dylan Hunt)
- Lisa Ryder como (Beka Valentine)
- Lexa Doig como (Andromeda Ascendant) e (Rommie)
- Gordon Michael Woolvett como (Seamus Harper)
- Laura Bertram como (Trance Gemini)
- Keith Hamilton Cobb como (Tyr Anasazi)
- Steve Bacic como (Telemachus Rhade)
- Brent Stait como (Rev Bem)
- Brandy Ledford como (Doyle)
- Sam Jenkins com (Drª Sara Riley)